# 粟岳高弘
粟岳 高弘（あわたけ たかひろ）は、日本の漫画家。静岡県出身。

## 来歴
1980年代中頃から、アニメ情報雑誌、PC情報誌などへの読者投稿イラストで活躍。
1990年代初期からCG作品の発表を行う。1998年、ビブロスの雑誌・カラフル萬福星にて『隣星1.3パーセク』の連載を開始。カラフル萬福星の休刊後は河出書房新社の九龍等に読み切り作品を発表。長く特定の雑誌に連載を持たなかったが、2013年に月刊ComicREXにて『たぶん惑星』の連載を開始。
同人活動を精力的に行っており、サークル「あわたけ」の名前で、コミックマーケット、コミティアに頻繁に参加、新作を発表している。紙媒体の同人誌やノベル形式のCG集などのデータ販売も多く、一部同人誌は電子媒体としてキンドルストアでも販売されている。

## 作風
全年齢対象漫画および成人向け漫画を描き、スクール水着(旧)・セーラー服・ふんどしを着用した美少女が、有機的な形状の謎のメカ、異星(異文明)生命体などとの邂逅する「すこしふしぎ(S.F.)」的な世界観の物語を得意とする。なお著者の独特なSF世界観から「粟岳ワールド」と称される事も多々見られる。
「2000年代前後の平成」の話が主な舞台となり、ラテカセやBCLラジオ、パソコン通信、フロッピーディスク、ブラウン管テレビなどの「昭和」の情景を作画に色濃く残した田舎(郊外)で、主に夏の物語を描く。

## 単行本一覧
- プロキシマ1.3（FOX出版、2002年10月30日、ISBN 492514846X）[2]
- 鈴木式電磁気的国土拡張機（コスミック出版、2006年8月19日、ISBN 4774730076）[3]
- 『「粟岳高弘作品集 コロニー37158（仮）」ジャイブ、2010年7月現在、企画が一時停止中[4][5][6]。』
- たぶん惑星 １巻（一迅社(REXCOMICS)、2013年10月5日、ISBN 978-4-7580-6410-1）
- たぶん惑星 ２巻（一迅社(REXCOMICS)、2014年5月5日、ISBN 978-4-7580-6437-8）
- いないときに来る列車（駒草出版、2015年4月21日、ISBN 978-4-905447-47-4）
- 鈴木式電磁気的国土拡張機増補版（駒草出版、2016年1月29日、ISBN 978-4-905447-59-7）
- 取水塔（駒草出版、2016年6月1日、ISBN 978-4905447665）
- ぬむもさんとんぽぬくん（駒草出版、2017年5月31日、ISBN 978-4905447818）
- たぶん惑星 愛蔵版 (駒草出版、2018年8月31日、ISBN 978-4909646033)
- ぬむもさんとんぽぬくん2（駒草出版、2019年9月20日、ISBN 978-4909646231）
- ガベージコレクション (駒草出版、2024年1月31日、ISBN 978-4-909646736)

## 商業誌（掲載・連載）一覧
以前は同人誌や単行本のほかに掲載・連載活動にも活躍していた。連載は以下の4作品である（2024年現在）
- カラフル萬福星1998年（隔月掲載）
- メガフリーク2001年（1話掲載の次号で休刊となる）
- 九龍2003年（季刊）
- コミックREX2012年（月刊）

### 年表
- 1998年8月 - 隣星１．３パーセク（ビブロス、カラフル萬福星vol.1-6）- 連載６話
- 1999年12月 - 散歩娘（ビブロス、カラフル萬福星vol.9）- 漫画16p
- 2000年4月 - 殲滅の魔女（ビブロス、カラフル萬福星vol.11）- 漫画16p
- 2000年6月 - 殲滅の魔女・其の三（ビブロス、カラフル萬福星vol.12）- 漫画16p
- 2000年12月 - 無人駅（ビブロス、カラフル萬福星vol.15）- 漫画16p
- 2001年2月 - トンネル（ビブロス、カラフル萬福星vol.16）- 漫画16p
- 2001年4月 - 屋敷（ビブロス、カラフル萬福星vol.17）- 漫画16p
- 2001年6月 - 堀之内さんのおじさん（ビブロス、カラフル萬福星vol.18）- 漫画16p
- 2001年6月 - 増殖改変体（FOX出版、フォックスリミテッドアンソロジー０４・マジカルスティック）- 漫画16p
- 2001年6月 - 増殖改変体第５形態（FOX出版、メガフリーク８月号）- 漫画20p
- 2001年8月 - つぼ（ビブロス、カラフル萬福星vol.19）- 漫画16p
- 2001年10月 - らくがき（ビブロス、カラフル萬福星vol.20）- 漫画16p
- 2001年12月 - みのりちゃんジャンプ！（ビブロス、カラフル萬福星vol.21）- 漫画18p
- 2002年2月 - ラランド21185（ビブロス、カラフル萬福星vol.22）- 漫画20p
- 2003年6月 - 鈴木式電磁気的国土拡張機（河出書房新社、九龍vol.4）- 漫画10p
- 2003年8月 - 浸水殻（河出書房新社、九龍vol.5）- 漫画10p
- 2003年10月 - 遠州灘立方体（徳間書店、SF Japan vol.08）- 漫画12p
- 2004年5月 - ナディア（河出書房新社、庵野秀明(KAWADE夢ムック)］- イラスト2p
- 2003年11月 - ３型拡張空間（河出書房新社、九龍vol.6）- 漫画20p
- 2005年6月 - 粉末ジュース（宙出版、ToHeart2 second period）- 漫画12p
- 2007年3月 - うさぎが、ぴょん!の挿絵（徳間書店、SF Japan 2007SPRING、ISBN 9784198622992）- 森青花氏の小説
- 2011年10月 - ２０年前の７月に（三和出版、コミックマショウ2012年1月号）- カラー漫画4p
- 2012年2月 - 中内田ヘゲモス（新潮社、月刊コミック@バンチ2012年4月号）- 漫画38p
- 2012年11月 - たぶん惑星1話・2話（一迅社、月刊ComicREX2013年1月号）- 漫画28p（読み切りの形で掲載）
- 2013年2月 - たぶん惑星3話（一迅社、月刊ComicREX2013年4月号）- 漫画12p（以降 たぶん惑星 の連載開始）
- 2014年9月3日 - うえのほうになんかいる（双葉社、コミティア30thクロニクル 第2集、ISBN 978-4575307290）- 漫画18p
- 2015年10月9日 -（フィルムアート社、マンガの現在地！、Q&Aに執筆をする、ISBN 978-4845915781）
- 2018年2月11日 -（123のティアズマガジンの「東京・好奇心・散歩」）- 漫画2p

## 同人誌一覧

### 紙媒体既刊同人誌一覧
参照:
- 「生体校舎の放課後」- 2025年6月1日（コミティア152新刊）- 28p・単行本未収録
- 「転換域深部障壁空間」- 2024年12月30日（コミックマーケット105新刊）- 30p・単行本未収録
- 「演算わかめの出処」- 2024年11月17日（コミティア150新刊）- 28p・単行本未収録
- 「転換域深部探査」- 2024年8月12日（コミックマーケット104新刊）- 30p・単行本未収録
- 「増殖造成地」- 2024年5月26日（コミティア148新刊）- 28p・単行本未収録
- 「んぽぬくんの自宅が水没」- 2023年12月31日（コミックマーケット103新刊）- 30p・単行本未収録
- 「ガベージコレクション・6」- 2023年10月21日 - 40p｟※「ガベージコレクション」に収録｠
- 「夏休みが十月」- 2023年8月13日（コミックマーケット102新刊）- 22p・単行本未収録
- 「ガベージコレクション・5」- 2023年7月19日 - 30p｟※「ガベージコレクション」に収録｠
- 「ガベージコレクション・4」- 2023年5月5日（コミティア144新刊）- 24p｟※「ガベージコレクション」に収録｠
- 「ガベージコレクション・3」- 2023年2月19日（コミティア143新刊）- 32p｟※「ガベージコレクション」に収録｠
- 「なぞのおんせん」- 2023年2月19日（コミティア143新刊）- 成年向けカラー16p・単行本未収録
- 「反物質ボトル奪還作戦」- 2022年12月31日（コミックマーケット101新刊）- 36p・単行本未収録
- 「異星の展示即売会」- 2022年11月27日（コミティア142新刊）- 28p・単行本未収録
- 「十月の御前崎」- 2022年8月13日（コミックマーケット100新刊）30p・単行本未収録
- 「ガベージコレクション・2」- 2022年02月20日（コミティア139新刊）- 34p｟※「ガベージコレクション」に収録｠
- 「飛行試験のついで」- 2021年12月31日（コミックマーケット99新刊）- 30p・単行本未収録
- 「まうぃごくむの宿題」- 2021年11月21日（コミティア138新刊）- 22p・単行本未収録
- 「大型斥力構体8号」- 2020年11月23日（コミティア134新刊）- 22p・単行本未収録
- 「なぞのうみ」- 2020年2月9日（コミティア131新刊）- カラー16p・単行本未収録
- 「擬装空間強行突入」- 2019年12月30日（コミックマーケット97新刊）- 30p・単行本未収録
- 「五種族外の迷子」- 2019年11月24日（コミティア130新刊）- 22p・単行本未収録
- 「ぬむもさん泳ぐ」- 2019年8月11日（コミックマーケット96新刊）- 30p・単行本未収録
- 「ぬむもさん帰還」- 2019年2月17日（コミティア127新刊）- 34p｟※「ぬむもさんとんぽぬくん２」に収録｠
- 「ぬむもさん脱出」- 2018年12月31日（コミックマーケット95新刊）- 30p｟※「ぬむもさんとんぽぬくん２」に収録｠
- 「床の間に再突入体」- 2018年11月25日（コミティア126新刊）- 22p｟※「ぬむもさんとんぽぬくん２」に収録｠
- 「ぬむもさんの工作」- 2018年8月12日（コミックマーケット94新刊）- 30p｟※「ぬむもさんとんぽぬくん２」に収録｠
- 「ガベージコレクション・1」- 2018年2月11日（コミティア123新刊）- 24p｟※「ガベージコレクション」に収録｠
- 「ぬむもさんの疑惑」- 2017年12月31日 - 30p｟※「ぬむもさんとんぽぬくん２」に収録｠
- 「漂う圧縮空間」- 2017年11月23日（コミティア122新刊）- 22p｟※「ぬむもさんとんぽぬくん２」に収録｠
- 「ぬむもさんは無職」- 2017年8月13日（コミックマーケット92新刊）- 34P｟※「ぬむもさんとんぽぬくん２」に収録｠
- 「超高空浮遊体」- 2017年5月6日（コミティア120新刊）- 14P｟※「ぬむもさんとんぽぬくん２」に収録）
- 「超光速航行実験宇宙機３号」- 2016年12月31日（コミックマーケット91新刊）- 26P｟※「ぬむもさんとんぽぬくん」に収録｠
- 「んぽぬくん 3」- 2016年10月23日（コミティア118新刊）- 18P｟※「ぬむもさんとんぽぬくん」に収録｠
- 「御前崎沖浮体構造物」- 2016年8月14日（コミックマーケット90新刊）- 22P｟※「ぬむもさんとんぽぬくん」に収録｠
- 「取水塔・14」- 2016年5月5日（コミティア116新刊）- 22P｟※「取水塔」に収録）
- 「杉登擬装域」- 2015年12月31日（コミックマーケット89新刊）- 18P｟※「ぬむもさんとんぽぬくん」に収録｠
- 「んぽぬくん 2」- 2015年11月15日（コミティア114新刊）- 10P｟※「ぬむもさんとんぽぬくん」に収録｠
- 「よりみちして泳ぐ」- 2015年8月16日（コミックマーケット88新刊）- 22P｟※「ぬむもさんとんぽぬくん」に収録｠
- 「んぽぬくん」- 2015年5月5日（コミティア112新刊）- 10P｟※「ぬむもさんとんぽぬくん」に収録｠
- 「ぶしつのとなり」- 2014年12月30日（コミックマーケット87新刊）- 18P｟※「ぬむもさんとんぽぬくん」に収録｠
- 「ぬむもさん 3.5」- 2014年11月23日（コミティア110新刊）- カラー12P｟※「ぬむもさんとんぽぬくん」に収録｠
- 「なんかいるのでつかまえた」- 2014年8月17日（コミックマーケット86新刊）- 24p｟※「ぬむもさんとんぽぬくん」に収録｠
- 「72年式試験機」- 2014年5月5日（コミティア108新刊）- 24p｟※「ぬむもさんとんぽぬくん」に収録｠
- 「ぬむもさん」- 2013年12月30日（冬コミ(C85)新刊）- 24p｟※「ぬむもさんとんぽぬくん」に収録｠
- 「うえのほうになんかいる」- 2013年8月11日（冬コミC84新刊）- 24p・単行本未収録
- 「取水塔・13」- 2013年2月3日（コミティア103新刊）- 20p｟※「取水塔」に収録｠
- 「床にテープで印」- 2012年12月31日（冬コミC83新刊）- 24p・単行本未収録
- 「祖父の家」-2012年８月12日（冬コミC82新刊）- 24p｟※「いないときに来る列車」に収録｠
- 「廃屋と人魚」- 2012年5月5日（コミティア100新刊）- 16p｟※「いないときに来る列車」に収録｠
- 「うえのほうに温泉」- 2012年2月5日（コミティア99新刊）- 16p・単行本未収録
- 「複製校舎」- 2011年12月31日（コミックマーケット81新刊）- 24p｟※「いないときに来る列車」に収録｠
- 「水中店員」- 2011年8月14日（コミックマーケット新80刊）- 24p｟※「いないときに来る列車」に収録｠
- 「田中さんの温室」- 2010年12月31日（コミックマーケット79新刊）- 24p｟※「いないときに来る列車」に収録｠
- 「圏外転換領域」- 2010年8月15日（コミックマーケット78新刊）- 28p｟※「いないときに来る列車」に収録｠
- 「ボックスカルバートゲート」- 2009年12月31日（コミックマーケット77新刊）- 28p｟※「いないときに来る列車」に収録｠
- 「取水塔・12」- 2009年11月15日（コミティア90新刊）- 28p｟※「取水塔」に収録｠
- 「杉登試験場」- 2009年8月16日（コミックマーケット76新刊）- 24p｟※「いないときに来る列車」に収録｠
- 「斥力構体」- 2008年12月30日（コミックマーケット75新刊）- 28p｟※「いないときに来る列車」に収録｠
- 「取水塔・11」- 2008年11月16日（コミティア86刊新）- 28p｟※「取水塔」に収録｠
- 「パーセプトロン」- 2008年8月17日（コミックマーケット74新刊）- 28p・単行本未収録
- 「メインクラスタ」- 2007年12月31日（コミックマーケット73新刊）- 28p｟※「鈴木式電磁気的国土拡張機増補版」収録｠
- 「取水塔・10」- 2007年11月18日（コミティア新82刊）- 28p｟※「取水塔」に収録｠
- 「第五工廠」- 2007年8月19日（コミックマーケット新72刊）- 28p｟※「取水塔」に収録｠
- 「いないときに来る列車」- 2006年12月31日（コミックマーケット新71刊）- 28p　｟※「いないときに来る列車」に収録｠
- 「取水塔・9」- 2006年11月12日（コミティア78新刊）- 28p｟※「取水塔」に収録｠
- 「空に四角」- 2006年8月13日（2006年夏コミ新刊）- 24p・単行本未収録
- 「七月の怪電波」- 2005年12月30日（2005年冬コミ新刊）- 28p・単行本未収録
- 「取水塔・8」- 2005年11月6日（コミティア74新刊）- 28p｟※「取水塔」に収録｠
- 「空中線」- 2005年8月14日（2005年夏コミ新刊）- 28p｟※「鈴木式電磁気的国土拡張機」収録｠
- 「上内沢遷移点」- 2004年12月30日（2004年冬コミ新刊）- 28p｟※「鈴木式電磁気的国土拡張機」収録｠
- 「取水塔・7」- 2004年11月21日 - 32p｟※「取水塔」に収録｠
- 「LoinclothPlanet」2004年8月15日 - 成人向28p・単行本未収録
- 「風呂桶の庭」- 2004年2月22日 - 24p｟※「鈴木式電磁気的国土拡張機」収録｠
- 「異星構造体」- 2003年12月30日 - 28p｟※「鈴木式電磁気的国土拡張機」収録｠

- 「取水塔・６」- 2003年11月16日 - 32p｟※「取水塔」に収録｠
- 「防風林の奥」- 2003年8月17日 - 成人向32p・単行本未収録
- 「堰堤とプール」- 2003年5月5日 - 24p｟※「鈴木式電磁気的国土拡張機」収録｠
- 「遷移点の鉄塔」- 2003年2月23日 - 36p｟※「鈴木式電磁気的国土拡張機」収録｠
- 「放棄惑星」- 2002年12月30日 - 成人向28p・単行本未収録
- 「取水塔・５」- 2002年11月17日 - 32p｟※「取水塔」に収録｠
- 「協定領域」- 2002年8月11日 - 成人向32p・単行本未収録
- 「取水塔・４」- 2002年6月16日 - 28p｟※「取水塔」に収録｠
- 「取水塔・３」- 2002年2月17日 - 28p｟※「取水塔」に収録｠
- 「取水塔・２」- 2001年12月30日 - 28p｟※「取水塔」に収録｠
- 「瓜頭(後)」- 2001年11月18日 - 成人向40p・単行本未収録
- 「取水塔・１」- 2001年9月2日 - 28p｟※「取水塔」に収録｠
- 「瓜頭(前)」- 2001年5月13日 - 成人向28p・単行本未収録
- 「南蓑荷」- 2000年12月30日 - 成人向28p・単行本未収録
- 「東の沼」-  2000年11月12日 - 成人向28p・単行本未収録
- 「西の林」- 2000年9月17日 - 成人向28p・単行本未収録
- 「用水」- 2000年8月27日 - 16p｟※「鈴木式電磁気的国土拡張機」収録｠
- 「隔絶地帯」- 2000年5月5日 - 20p・単行本未収録

- 「水槽」- 1999年
- 「地下水路」- 1998年
- 「澱屋」- 1997年
- 「索敵」- 1997年
- 「復元」- 1996年
- 「南端」- 1995年
- 「Forgery Space」- 1994年
- 「THERMIC RAYS」- 1993年
- 「REGOLITH」- 1993年
- 「異形」- 1992年
- 「FOX」- 1992年 - 著者初めての同人誌。

2000年以前のシリーズ
- 「シャカルナリイタキノスラハ 3」- 2001年
- 「シヤカルナリイタキノスラハ 2 」- 1999年
- 「シヤカルナリイタキノスラハ 1」
- 「Non Maskable Interrupt」- 1995年、「NMI」の前後編総集編。
- 「NMI SIDE B」
- 「NMI SIDE A」 - 1992年11月
- 「あわぶる」 - 1995年、あわたけグループダンジョン共同事業体（M.WOLVERINEとのコラボ作品）
- 「WOLTAKE」 - 1995年、あわたけグループダンジョン共同事業体（M.WOLVERINEとのコラボ作品）

### CDROM媒体/ダウンロード販売
- 詳細は「既刊同人作品一覧(CDROM媒体/ダウンロード販売)」を参照